# День Сьова
День Сьова (яп. 昭和の日, Сьо:ва-но хі) — день народження Хірохіто (Імператора Сьова), державне свято Японії, відзначається 29 квітня, починаючи з 2007. Офіційно, відзначається не в пам'ять про самого імператора, а в пам'ять про період, що є девізом його правління. 
Спочатку 29 квітня святкувався День народження імператора. Після смерті Хірохіто, в 1989-2006 29 квітня святкувався День зелені. Було зроблено кілька спроб оголосити національне свято в честь імператора та періоду Сьова; нарешті, в 2005 відповідний закон ( «Про національні свята») прийнятий  Парламентом Японії. Починаючи з 2007, 29 квітня святкується День Сьова, а День зелені переміщений на 4 травня.
З Дня Сьова починається японський Золотий тиждень.

## Див. Також
- Японські свята